# Novembre 1897

## Événements
- 1er novembre (Chine) : des membres de la société secrète du Grand Couteau assaillent la mission allemande de Jiazhuang et assassinent deux religieux.

- 14 novembre (Chine) : le contre-amiral von Diederichs prend possession en garantie de la baie de Jiaozhou et fonde une base navale à Qingdao au Shandong. Il promet à la Chine de s’opposer à la pénétration japonaise.

- 30 novembre : cabinet Paul Gautsch en Autriche.

## Naissances
- 1er novembre : Georges Bohy, homme politique belge († 1er novembre 1972).
- 3 novembre : Sir Frederick Stratten Russell, zoologiste britannique († 5 juin 1984).
- 6 novembre: Leff Schultz, peintre russe et français († 25 décembre 1970).
- 18 novembre : Édouard Lebas, préfet et homme politique français.
- 20 novembre : Nicanor Villalta, matador espagnol (selon certains biographes, il serait en réalité né le 10 décembre 1899) († 6 janvier 1980).
- 21 novembre : Raoul Chavialle, médecin général inspecteur († 26 février 1991).
- 26 novembre : Theodore Lukits, peintre américain († 20 janvier 1992).